# Neta Shoshani
Neta Shoshani (hebräisch נטע שושני; geboren 1980 in Jerusalem) ist eine israelische Dokumentarfilmerin und Drehbuchautorin.

## Werdegang
Neta Shoshani machte einen Abschluss an der Bezalel Academy of Arts and Design in Jerusalem. Anschließend war sie für den Rundfunk der Israel Defense Forces (IDF) als Produzentin und Redakteurin in der Nachrichtenabteilung tätig. 2013 drehte sie ihren ersten Dokumentarfilm In Between über die Probleme eines jüdischen Ehepaars, nachdem der Mann sich zum ultraorthodoxen Judentum bekennt, während die Ehefrau säkulär bleibt. 2017 wurde ihr Dokumentarfilm Born in Deir Yassin (63 min.) veröffentlicht, der sich mit dem Massaker von Deir Yasin befasst. Der Film entstand auf der Basis weitreichender Recherchen von Shoshani, da große Teile des Materials zum Massaker im israelischen Heeresarchiv liegen und unter Verschluss sind. Shoshani klagte die Veröffentlichung ein, wurde aber gerichtlich abgewiesen, da dies das internationale Ansehen Israels beschädigen würde.
Aus Anlass des 75. Jubiläums der Staatsgründung schrieb das israelische Staatsfernsehen ein Filmprojekt über das Jahr 1948 aus. Neta Shoshani gewann die Ausschreibung mit ihrem zweieinhalbstündigen Filmessay 1948 – Remember, Remember Not, in dem erstmals die Ereignisse des Palästinakriegs anhand von Tagebüchern und Briefen sowohl von Israelis als auch von Palästinensern geschildert werden. Zudem wird unbekanntes Filmmaterial aus westlichen Wochenschauen und farbigen Amateurfilmen gezeigt. Auch befasst sich der Film mit der zögerlichen israelischen Aufarbeitung der Geschichte des Krieges und der palästinensischen Nakba, des Traumas von Flucht und Vertreibung. Eine für Juni 2023 geplante Ausstrahlung im israelischen Fernsehen wurde auf einen unbekannten Zeitpunkt verschoben.

## Filmografie
- 2013: In Between (Drehbuch, Regie)
- 2014: Danda Danda (Drehbuch)
- 2016: House Call (Drehbuch, Regie)
- 2017: Born in Deir Yassin (Drehbuch, Regie)
- 2023: 1948 – Remember, Remember not

## Auszeichnungen
- 2018: Award of the Israeli Film Academy (Nominierung)
- 2023: DocAviv Film Festival (Nominierung)